# پولیا (ایتالیا)
پولیا (به ایتالیایی: Puglia) ناحیه‌ای است در جنوب شرقی ایتالیا که از سمت شرق با دریای آدریاتیک، از جنوب شرقی با دریای یونان، از جنوب با خلیج تارانتو، از شمال با مولیسه، از غرب با کامپانیا و از جنوب غربی با باسیلیکاتا هم‌مرز است.
در قسمت جنوبی این ناحیه شبه‌جزیره‌ای به نام سالنتو وجود دارد.
این ناحیه ۱۹٫۳۴۵ کیلومتر مربع مساحت و حدود ۴ میلیون نفر جمعیت دارد.
پولیا بزرگ‌ترین تولیدکننده زیتون، گوجه‌فرنگی و صدف خوراکی در ایتالیا است.
اماکن تاریخی و سواحل آفتابی مدیترانه مهم‌ترین جاذبه‌های آنرا تشکیل می‌دهند.
مرکز این ناحیه شهر باری است.
بندر باری و تارانتو از مهم‌ترین بنادر ایتالیا و دریای مدیترانه می‌باشند.
مهم‌ترین پایگاه نیروی دریایی ارتش ایتالیا در تارانتو مستقر می‌باشد.

## استان‌ها
| استان                     | مساحت (km²) | جمعیت     | تراکم جمعیت (inh. /km²) |
| ------------------------- | ----------- | --------- | ----------------------- |
| استان باری                | ۳٬۸۲۱       | ۱٬۲۵۶٬۸۲۱ | ۳۲۸٬۹                   |
| استان بارلتا-آندریا-ترانی | ۱٬۵۴۳       | ۳۹۲٬۲۳۷   | ۲۵۴٬۲                   |
| استان بریندیزی            | ۱٬۸۳۹       | ۴۰۲٬۹۷۳   | ۲۱۹٫۱                   |
| استان فوجیا               | ۶٬۹۶۰       | ۶۴۱٬۰۰۰   | ۹۲٫۰                    |
| استان لچه                 | ۲٬۷۵۹       | ۸۱۲٬۶۹۰   | ۲۹۴٫۵                   |
| استان تارانتو             | ۲٬۴۳۷       | ۵۸۰٬۴۹۷   | ۲۳۸٫۲                   |